# Анджей Фредро (вишенський староста)
Анджей Фредро гербу Бонча (пол. Andrzej Fredro, пом. не раніше 1597) — польський шляхтич, військовик, урядник Королівства Польського (Ягайлонів).
Дідич Хідновичів, Пачковичів, Тамановичів.

## Життєпис
Батько — Пйотр, мати — дружина батька Анна з Паньова (Паньовська). Ймовірно, його іноді плутають з його сучасником — іншим Анджеєм Фредром (з Плешевичів), перемиським войським.
У 1563 році навчався в Лейпцигу. У 1576 році посідав уряд вишенського старости. Після коронації Сигізмунда ІІІ Вази йому доручили дипмісію (мав статус нижче, ніж головна дипмісія на чолі з Уханським) із завданням донести до відома турків, що новий король буде дотримуватись угод, укладених Сигізмундом І Старим. Але насправді треба було заспокоїти турків, які почали остерігатись тісніших зв'язків Корони з Австрією. Через напади козаків отримав документи 5 січня 1588, але до Константинополя прибув у квітні. Впоравшись із завданням, повертався додому в 1589 році. У цей час дійшла звістка про напад козаків на Гезлев, що спричинило певний неспокій. Після повернення став королівським придворним і служив у війську в ранзі ротмістра.

### Сім'я
Дружина — Оріховська. Діти: Каспер, Ян, Анджей, Маріанна (пол. Lipnicka), Юстина (Ліпська).